# Cempuis
Cempuis és un municipi francès, situat al departament de l'Oise i a la regió dels Alts de França. L'any 2007 tenia 425 habitants.

## Demografia

### Població
El 2007 la població de fet de Cempuis era de 425 persones. Hi havia 152 famílies de les quals 28 eren unipersonals (20 homes vivint sols i 8 dones vivint soles), 64 parelles sense fills, 56 parelles amb fills i 4 famílies monoparentals amb fills.
La població ha evolucionat segons el següent gràfic:
Habitants censats

### Habitatges
El 2007 hi havia 184 habitatges, 155 eren l'habitatge principal de la família, 19 eren segones residències i 10 estaven desocupats. 179 eren cases i 3 eren apartaments. Dels 155 habitatges principals, 140 estaven ocupats pels seus propietaris, 10 estaven llogats i ocupats pels llogaters i 5 estaven cedits a títol gratuït; 2 tenien una cambra, 5 en tenien dues, 17 en tenien tres, 37 en tenien quatre i 94 en tenien cinc o més. 119 habitatges disposaven pel capbaix d'una plaça de pàrquing. A 71 habitatges hi havia un automòbil i a 73 n'hi havia dos o més.

### Piràmide de població
La piràmide de població per edats i sexe el 2009 era:
| Homes | Edats   | Dones |
| ----- | ------- | ----- |
| 0     | 95 o +  | 0     |
| 0     | 90 a 94 | 0     |
| 0     | 85 a 89 | 0     |
| 0     | 80 a 84 | 4     |
| 4     | 75 a 79 | 0     |
| 0     | 70 a 74 | 4     |
| 16    | 65 a 69 | 12    |
| 24    | 60 a 64 | 4     |
| 8     | 55 a 59 | 12    |
| 16    | 50 a 54 | 4     |
| 20    | 45 a 49 | 16    |
| 12    | 40 a 44 | 16    |
| 16    | 35 a 39 | 12    |
| 12    | 30 a 34 | 20    |
| 12    | 25 a 29 | 16    |
| 4     | 20 a 24 | 0     |
| 12    | 15 a 19 | 12    |
| 12    | 10 a 14 | 16    |
| 8     | 5 a 9   | 8     |
| 12    | 0 a 4   | 16    |

## Economia
El 2007 la població en edat de treballar era de 277 persones, 201 eren actives i 76 eren inactives. De les 201 persones actives 182 estaven ocupades (105 homes i 77 dones) i 19 estaven aturades (6 homes i 13 dones). De les 76 persones inactives 22 estaven jubilades, 31 estaven estudiant i 23 estaven classificades com a «altres inactius».

### Ingressos
El 2009 a Cempuis hi havia 157 unitats fiscals que integraven 433 persones, la mediana anual d'ingressos fiscals per persona era de 18.711 €.

### Activitats econòmiques
Dels 14 establiments que hi havia el 2007, 1 era d'una empresa extractiva, 7 d'empreses de construcció, 1 d'una empresa de comerç i reparació d'automòbils, 1 d'una empresa d'hostatgeria i restauració, 2 d'empreses immobiliàries, 1 d'una empresa de serveis i 1 d'una empresa classificada com a «altres activitats de serveis».
Dels 10 establiments de servei als particulars que hi havia el 2009, 2 eren guixaires pintors, 3 lampisteries, 2 electricistes, 1 restaurant i 2 agències immobiliàries.
L'any 2000 a Cempuis hi havia 7 explotacions agrícoles.

## Equipaments sanitaris i escolars
El 2009 hi havia una escola elemental integrada dins d'un grup escolar amb les comunes properes formant una escola dispersa. Cempuis disposava d'un col·legi d'educació secundària amb 116 alumnes.

## Poblacions més properes
El següent diagrama mostra les poblacions més properes.